# Synagoga w Sosnowcu (ul. Floriańska)
Synagoga w Sosnowcu – synagoga znajdująca się w Sosnowcu przy ulicy Floriańskiej w dzielnicy Pogoń.
Synagoga została zbudowana w 1922 roku. Podczas II wojny światowej hitlerowcy podpalili, a następnie wyburzyli synagogę. Obecnie brak jest jakichkolwiek pozostałości synagogi.